# グッド・ネイバー
『グッド・ネイバー』（原題:The Good Neighbor）は2016年に公開されたアメリカ合衆国のスリラー映画である。監督はカスラ・ファラハニ、主演はジェームズ・カーンが務めた。本作はファラハニの長編映画監督デビュー作である。
本作は日本国内で劇場公開されなかったが、2017年3月3日にDVDが発売された。

## 概略
イーサンとショーンはテクノロジーに精通した高校生。学校の課題のために、イーサンはショーンに協力を求め、隣人のハロルド・グレイニー に自分の家に幽霊が出るのだと信じ込ませるといういたずらしようと決める。ショーンの最初は躊躇うが、ある朝、グレイニーが家を出ると、2人は家に侵入し、幽霊のような現象を起こすための装置とグレイニーの反応を中継する隠しカメラを設置する。カメラはイーサンの寝室にあるコンピューターでグレイニーの反応を6週間の間、ライブで監視出来るように設定される。グレイニーは近所では、他人に敵意を持つ世捨て人で、「不気味な老人」という評判があり、イーサンが彼を被験者として選ぶことを正当化し易かった。
イーサンは、真夜中にキッチンのドアを大音響でバタンと鳴らしたり、暖房を切ったり（そのせいで氷点下の気温で寝室の窓が割れる）、真夜中にステレオを鳴らしたりして、グレイニーを動揺させ、この家に幽霊がいると信じ込ませることを開始する。
映画の中では、将来の刑事裁判のシーンとグレイニーと妻の過去のシーンが繰り返し現れる。これらのシーンは全て、少年たちがグレイニーを不安にさせるための「超常現象」活動に関連するものである。例えば、グレイニーの妻が午前3時に音楽に合わせて踊り、泣く様子は、少年たちがその同じ時刻に同じ曲をステレオで鳴らすことと関連する。別の例としては、グレイニーの妻が、ドアがきちんと閉まらず不満を漏らすことと、少年たちがドアをバタンと閉めることが関連する。少年たちが何回もドアをバタンと閉めたことから、グレイニーは斧でドアを破壊してしまう。
ショーンとイーサンは、これらの奇妙な現象に耐えているグレイニーに不可解なものを感じる。ある時は、グレイニーが奇妙な騒音に悩まされ、家の地下室に降りていくのが観察される。地下室へ降りるドアが施錠されていたため地下室にはカメラを設置出来なかったことから、2人は彼の地下室での行動を観察出来ない。グレイニーは午後11時半頃に地下室に降りて行き、翌朝の7時半過ぎになって漸く地下室から出て来る。イーサンは訳が分からず、その理由を突き止める決心をする。その後、2人はグレイニーの家の地下室で女性のが叫ぶのを聞いたと警察に通報する。警官が到着し、グレイニーは地下室に案内し、警官は何も問題が無いとして帰って行く。
イーサンはグレイニーの地下室に侵入しようと言うがショーンは拒否する。イーサンとの口論の中で、ショーンはイーサンがグレイニーを狙った本当の理由を知っているとイーサンに言う。グレイニーは何年も前にイーサンの父親を刑務所に送ったという経緯があった。イーサンの父親はアルコール依存症で、妻をしょっちゅう殴っていたのだ。ある日、いつもの様に殴られたイーサンの母親はグレイニーに助けを求めた。グレイニーが警察に通報したためイーサンの父親は投獄され、妻と離婚することになった。イーサンは、家族を破壊し、父親を失ったのはグレイニーのせいだと信じている。ある日、イーサンはハロウィーンパーティーを開き、ショーンと彼の新しいガールフレンドは空いている寝室でイチャイチャすることにする。彼のガールフレンドはベッドの上に設置されたカメラに気づき、ショーンはイーサンに対して激怒する。
ショーンはイーサンに全ての機器を自分に返すように頼むが、イーサンは拒否し、それらの機器はショーンのクレジットカードで購入したものであり、カードにはショーンの指紋が付いているということから、侵入・盗撮についてはショーンも自分と同罪だと言って脅迫する。口論の最中、彼らはグレイニーの猫がリビングルームのカメラの1台をひっくり返すのを見る。イーサンはカメラを回収するためにグレイニーに家に侵入するが、その際に地下室のドアの鍵が開いていることに気づく。彼は地下室にグレイニーが亡くなった妻を想い出す品々を並べていることを知る。イーサンはグレイニーが妻にプレゼントしたベルを取り上げると、ベルが音を立て、グレイニーが目を覚ます。まずいと感じたイーサンは、ベルをテーブルの上に置き、リビングルームに隠れる。グレイニーはベルを見て、銃で自殺する。
その後、グレイニーが妻を心から愛しており、看護師を手配し、妻の世話が出来る部屋を用意していたことが一連の回想シーンで明らかになる。少年たちが行ったいたずらは全て何らかの形でグレイニーの妻に関連しており、グレイニーは奇妙な現象は妻の幽霊が行ったのだと確信したのである。グレイニーが彼女にベルを贈った時、自分が必要な時はいつでもベルを鳴らすだけで良いと妻に伝えていたのだ。グレイニーはベルの音で目が覚め、そのベルがテーブルの上にあったということから、それは妻が一緒にいて欲しいというサインだと考えたのである。
イーサンとショーンは逮捕され、2年間の保護観察と500時間の社会奉仕を言い渡される。裁判所を出ると、ショーンと少女たちは視線を交わすが、逆方向に向かう。イーサンは大勢の記者とカメラに囲まれている。彼は自分が求めていた注目を漸く集めることが出来たことから、僅かな笑みを浮かべる。

## キャスト
- ハロルド・グレイニー：ジェームズ・カーン
- イーサン・フレミング：ローガン・ミラー
- ショーン・ターナー：キーア・ギルクリスト
- キャロライン・グレイニー：ローラ・イネス
- クリストファー・パルマー：エドウィン・ホッジ
- エリーゼ・フレミング：アン・デュデック
- カーリー：ベイリー・ノーブル
- アシュリー：リリ・ラインハート
- メイ：ミンディ・スターリング
- サンジェイ：ニック・ドダニ
- ヘザー・クロムウェル：タムリン・トミタ
- 弁護士：ディーン・キャメロン
- 裁判官：ウィリアム・チャールズ・ミッチェル
- 近所の人：ビリー・コウリー
- ショーンの父親：テッド・キング

## 製作
2015年5月11日、ジェームズ・カーン、ローガン・ミラー、キーア・ギルクリストが映画『The Waiting』に出演するとの報道があった。

## 公開・マーケティング
2016年3月13日、本作はサウス・バイ・サウスウェストでプレミア上映された。5月10日、ヴァーティカル・エンターテインメントが本作の全米配給権を獲得したと報じられた。8月8日、本作のオフィシャル・トレイラーが公開された。10日、本作のタイトルが『The Waiting』から『The Good Neighbor』に変更された。

## 評価
本作に対する批評家からの評価は伸び悩んでいる。映画批評集積サイトのRotten Tomatoesには14件のレビューがあり、批評家支持率は29%、平均点は10点満点で5.24点となっている。また、Metacriticには6件のレビューがあり、加重平均値は32/100となっている。